# Stuart Christie
Stuart Christie (Glasgow, 10 de julho de 1946 – 15 de agosto de 2020) foi um escritor e historiador anarquista britânico.

## Biografia
Nascido em 1946, se tornou anarquista jovem, por influência de sua avó, e com apenas 16 anos se torna membro da Federação Anarquista de Glasgow, em 1962. Tornou-se ativo no movimento de desarmamento nuclear tomando parte junto com outros em um confronto na Base Naval de Faslane em 14 de fevereiro de 1963. Christie se tornou mais conhecido por sua tentativa de assassinato ao ditador espanhol Francisco Franco.
Foi preso em 1964 enquanto carregava explosivos para assassinar 'El Caudillo'. Mais tarde seria acusado de ser membro da Brigada Furiosa (Angry Brigade), acusação esta que seria retirada. Foi também o fundador da Cienfuegos Press casa de publicações, que mais tarde passou a se chamar Christie Books, e em 2008 do "Canal de Filmes Anarquistas" que hospeda mais de 350 filmes e documentários relacionados ao anarquismo.

### Atentado
No último dia de julho de 1964, Christie, com a idade de 18 anos, deixou Londres para Paris e de lá para Madrid com o objetivo de assassinar o general Francisco Franco. Este seria o último de pelo menos outros trinta atentados contra vida do líder autocrata.
Antes de deixar a Inglaterra ele foi entrevistado pelo programa televisivo com Malcolm Muggeridge, um contato conhecido do MI6, e lhe foi perguntado se ele acreditava que o assassinato de Franco seria uma coisa correta. Ele respondeu que sim; o programa seria veiculado na Espanha depois de sua prisão, tendo esses comentários editados.

### Morte
Morreu no dia 15 de agosto de 2020, aos 74 anos, em decorrência de um câncer.